# Foggia Calcio 1994-1995
Questa voce raccoglie le informazioni riguardanti il Foggia Calcio nelle competizioni ufficiali della stagione 1994-1995.

## Stagione
La squadra rossonera nel campionato di Serie A 1994-1995 si classifica al 16º posto con 34 punti e retrocede in Serie B insieme al Genoa, Reggiana e Brescia. Per la prima volta alla squadra che vince vengono assegnati tre punti, invece dei due punti assegnati nei campionati precedenti. I satanelli, affidati in questa stagione all'allenatore Enrico Catuzzi disputano un girone di andata spumeggiante, chiuso all'ottavo posto con 24 punti raccolti. Poi un  vistoso calo nel girone di ritorno, con soli 10 punti racimolati compromettono la classifica, la somma di 34 punti finali non sono sufficienti per mantenere la massima categoria. Con 11 reti il miglior marcatore di questa stagione del Foggia è stato Pierpaolo Bresciani, a metà ottobre una sua doppietta ha permesso al Foggia di sconfiggere (2-0) i bianconeri futuri campioni d'Italia. In Coppa Italia il Foggia ha fatto invece molto bene, dopo avere eliminato il Como nel secondo turno, il Torino nel terzo turno, l'Inter nei quarti di finale, viene eliminato in semifinale dal Parma.

## Organigramma societario
Area direttiva
- Presidente: Giacinto Pelosi

Area tecnica
- Allenatore: Enrico Catuzzi

## Rosa
| N. |                   | Ruolo | Calciatore            |
| -- | ----------------- | ----- | --------------------- |
|    | Italia (bandiera) | P     | Francesco Mancini     |
|    | Italia (bandiera) | P     | Alex Brunner          |
|    | Italia (bandiera) | D     | Giordano Caini        |
|    | Italia (bandiera) | D     | Pier Luigi Nicoli     |
|    | Italia (bandiera) | D     | Pasquale Padalino     |
|    | Italia (bandiera) | D     | David Bianchini       |
|    | Italia (bandiera) | D     | Giovanni Bucaro       |
|    | Italia (bandiera) | D     | Giuseppe Di Bari      |
|    | Italia (bandiera) | D     | Massimiliano Giacobbo |
|    | Italia (bandiera) | D     | Aniello Parisi        |
|    | Italia (bandiera) | D     | Giovanni Bucaro       |
|    | Italia (bandiera) | D     | Joseph Oshadogan      |
|    | Italia (bandiera) | C     | Pasquale De Vincenzo  |
|    | Italia (bandiera) | C     | Mauro Bressan         |

| N. |                   | Ruolo | Calciatore              |
| -- | ----------------- | ----- | ----------------------- |
|    | Italia (bandiera) | C     | Luigi Di Biagio         |
|    | Italia (bandiera) | C     | Oberdan Biagioni        |
|    | Italia (bandiera) | C     | Nicolò Sciacca          |
|    | Italia (bandiera) | C     | Luca Amoruso            |
|    | Italia (bandiera) | C     | Davide Cenicola         |
|    | Italia (bandiera) | C     | Fabio Consagra          |
|    | Italia (bandiera) | C     | Leonardo Palmieri       |
|    | Italia (bandiera) | A     | Pierpaolo Bresciani     |
|    | Italia (bandiera) | A     | Paolo Mandelli          |
|    | Italia (bandiera) | A     | Massimiliano Cappellini |
|    | Russia (bandiera) | A     | Igor' Kolyvanov         |
|    | Italia (bandiera) | A     | Massimo Marazzina       |
|    | Italia (bandiera) | A     | Matteo Baiocchi         |
|    | Italia (bandiera) | A     | Sergio Di Corcia        |

## Risultati

### Serie A

#### Girone di andata
| Arbitro: | Trentalange (Torino) |

|           |           |               |
| Totti 30’ | Marcatori | 67’ Kolyvanov |

| Arbitro: | Treossi (Forlì) |

|                                                      |           |                |
| De Vincenzo 23’ Biagioni 27’ (rig.) P. Bresciani 39’ | Marcatori | 71’ Ambrosetti |

| Arbitro: | Cardona (Milano) |

|                   |           |               |
| M. Bertarelli 43’ | Marcatori | 86’ Di Biagio |

| Arbitro: | Rosica (Roma) |

|  |           |                     |
|  | Marcatori | 63’, 72’ Rizzitelli |

| Arbitro: | Braschi (Prato) |

|              |           |                                        |
| A. Pirri 47’ | Marcatori | 20’ Biagioni 36’ Kolyvanov 62’ Sciacca |

| Arbitro: | Cesari (Genova) |

|                       |           |  |
| P. Bresciani 39’, 76’ | Marcatori |  |

| Foggia 23 ottobre 1994 7ª giornata | Foggia           | 0 – 0 referto | Inter | Stadio Pino Zaccheria\| Arbitro: \| Bazzoli (Merano) \| |
| Arbitro:                           | Bazzoli (Merano) |               |       |                                                         |

| Padova 30 ottobre 1994 8ª giornata | Padova                                 | 0 – 0 referto | Foggia | Stadio Euganeo\| Arbitro: \| Pellegrino (Barcellona Pozzo di Gotto) \| |
| Arbitro:                           | Pellegrino (Barcellona Pozzo di Gotto) |               |        |                                                                        |

| Arbitro: | Borriello (Mantova) |

|                              |           |  |
| Bressan 47’ P. Bresciani 90’ | Marcatori |  |

| Arbitro: | Cesari (Genova) |

|                                  |           |  |
| D. Baggio 89’ Fernando Couto 90’ | Marcatori |  |

| Arbitro: | Amendolia (Messina) |

|              |           |                         |
| Mandelli 31’ | Marcatori | 58’ (aut.) D. Bianchini |

| Arbitro: | Nicchi (Arezzo) |

|                              |           |               |
| Tovalieri 6’ Lo. Amoruso 67’ | Marcatori | 45’ Di Biagio |

| Arbitro: | Pairetto (Nichelino) |

|               |           |                               |
| Di Biagio 36’ | Marcatori | 14’, 73’ Simone 15’ Savicevic |

| Arbitro: | Treossi (Forlì) |

|                      |           |                |
| Batistuta 54’ (rig.) | Marcatori | 25’ Cappellini |

| Arbitro: | Bolognino (Milano) |

|                                 |           |             |
| P. Bresciani 60’ Cappellini 77’ | Marcatori | 68’ Onorati |

| Arbitro: | Beschin (Legnago) |

|                                                               |           |              |
| Boksic 48’, 52’, 88’ Signori 64’, 85’ Casiraghi 83’ Fuser 90’ | Marcatori | 61’ Mandelli |

| Arbitro: | Farina (Novi Ligure) |

|            |           |  |
| Bucaro 52’ | Marcatori |  |

#### Girone di ritorno
| Arbitro: | Rodomonti (Teramo) |

|  |           |          |
|  | Marcatori | 2’ Balbo |

| Arbitro: | Stafoggia (Pesaro) |

|                   |           |  |
| S. Battistini 90’ | Marcatori |  |

| Arbitro: | Collina (Viareggio) |

|                  |           |            |
| P. Bresciani 44’ | Marcatori | 64’ Gullit |

| Arbitro: | Tombolini (Ancona) |

|                            |           |  |
| Rizzitelli 12’ Angloma 90’ | Marcatori |  |

| Arbitro: | Ceccarini (Livorno) |

|  |           |                   |
|  | Marcatori | 89’ (rig.) Chiesa |

| Arbitro: | Beschin (Legnago) |

|                             |           |  |
| Ravanelli 57’ R. Baggio 63’ | Marcatori |  |

| Arbitro: | Borriello (Mantova) |

|                                              |           |  |
| Bressan 31’ (aut.) N. Berti 45’ Bergkamp 73’ | Marcatori |  |

| Arbitro: | Cinciripini (Ascoli Piceno) |

|                                                 |           |           |
| P. Bresciani 17’ Cappellini 25’, 38’ Nicoli 61’ | Marcatori | 31’ Kreek |

| Arbitro: | Ceccarini (Livorno) |

|                              |           |                |
| Pusceddu 10’ Dely Valdes 67’ | Marcatori | 63’ Cappellini |

| Foggia 14 aprile 1995 27ª giornata | Foggia                | 0 – 0 referto | Parma | Stadio Pino Zaccheria\| Arbitro: \| Racalbuto (Gallarate) \| |
| Arbitro:                           | Racalbuto (Gallarate) |               |       |                                                              |

| Arbitro: | Collina (Viareggio) |

|                                 |           |              |
| Cruz 23’ De Vincenzo 73’ (aut.) | Marcatori | 42’ Biagioni |

| Arbitro: | Braschi (Prato) |

|                                    |           |                |
| Di Biagio 15’ E. Bigica 78’ (aut.) | Marcatori | 9’, 43’ Pedone |

| Arbitro: | Amendolia (Messina) |

|                                      |           |  |
| Lentini 43’ Savicevic 56’ Simone 79’ | Marcatori |  |

| Arbitro: | Trentalange (Torino) |

|                              |           |               |
| Kolivanov 46’ Cappellini 83’ | Marcatori | 10’ Rui Costa |

| Arbitro: | Pairetto (Nichelino) |

|                                          |           |  |
| Van't Schip 23’ Skuhravy 61’ Ruotolo 80’ | Marcatori |  |

| Arbitro: | Quartuccio (Torre Annunziata) |

|  |           |             |
|  | Marcatori | 36’ Signori |

| Arbitro: | Bonfrisco (Monza) |

|                |           |               |
| Simutenkov 39’ | Marcatori | 68’ Kolyvanov |

## Coppa Italia

### Turni preliminari
| Arbitro: | Pacifici (Roma) |

|  |           |                                       |
|  | Marcatori | 41’ (aut.) Manzo 51’ (rig.) Kolyvanov |

| Arbitro: | Farina (Novi Ligure) |

|                                                                        |           |  |
| P. Bresciani 17’, 74’ Biagioni 31’ (rig.) Bravo 47’ (aut.) Sciacca 61’ | Marcatori |  |

| Arbitro: | Cinciripini (Ascoli Piceno) |

|                                             |           |  |
| Di Biagio 32’ P. Bresciani 35’ Biagioni 80’ | Marcatori |  |

| Arbitro: | Stafoggia (Pesaro) |

|                          |           |                  |
| Caricola 19’ Silenzi 34’ | Marcatori | 73’ D. Bianchini |

### Quarti di Finale
| Arbitro: | Rodomonti (Teramo) |

|                      |           |  |
| Ruben Sosa 4’ (rig.) | Marcatori |  |

| Arbitro: | Collina (Viareggio) |

|                            |           |  |
| P. Bresciani 31’ Caini 94’ | Marcatori |  |

### Semifinali
| Arbitro: | Pairetto (Nichelino) |

|               |           |                    |
| Di Biagio 31’ | Marcatori | 59’ Fernando Couto |

| Arbitro: | Quartuccio (Torre Annunziata) |

|                                 |           |              |
| Minotti 44’ Branca 63’ Zola 80’ | Marcatori | 42’ Mandelli |